# Stenopogon roederii
Stenopogon roederii är en tvåvingeart som beskrevs av Mario Bezzi 1895. Stenopogon roederii ingår i släktet Stenopogon och familjen rovflugor. Inga underarter finns listade i Catalogue of Life.